# Jean Fabre de La Martillière
Jean Fabre de La Martillière (* 10. März 1732 in Nîmes; † 27. März 1819 in Paris) war ein französischer Général de division der Artillerie und Politiker. 

## Leben
Als Offizier nahm La Martillière am Siebenjährigen Krieg teil und kehrte erst nach dem Friedensvertrag (10. Februar 1763) nach Frankreich zurück. 
1780 wurde er zum Colonel befördert und erhielt zwei Jahre später das Großkreuz des Ordre royal et militaire de Saint-Louis verliehen. Er nahm an den Feldzügen der Revolutionskriege teil und wurde am 14. August 1793 zum Général de brigade befördert.
Am 1. April 1795 folgte die Beförderung zum Général de division.
Nach dem Frieden von Lunéville (9. Februar 1801) legte La Martillière alle seine Ämter nieder und ließ sich in Paris nieder. Dort berief man ihn dann für einige Jahre als Abgeordneten in die Regierung. 

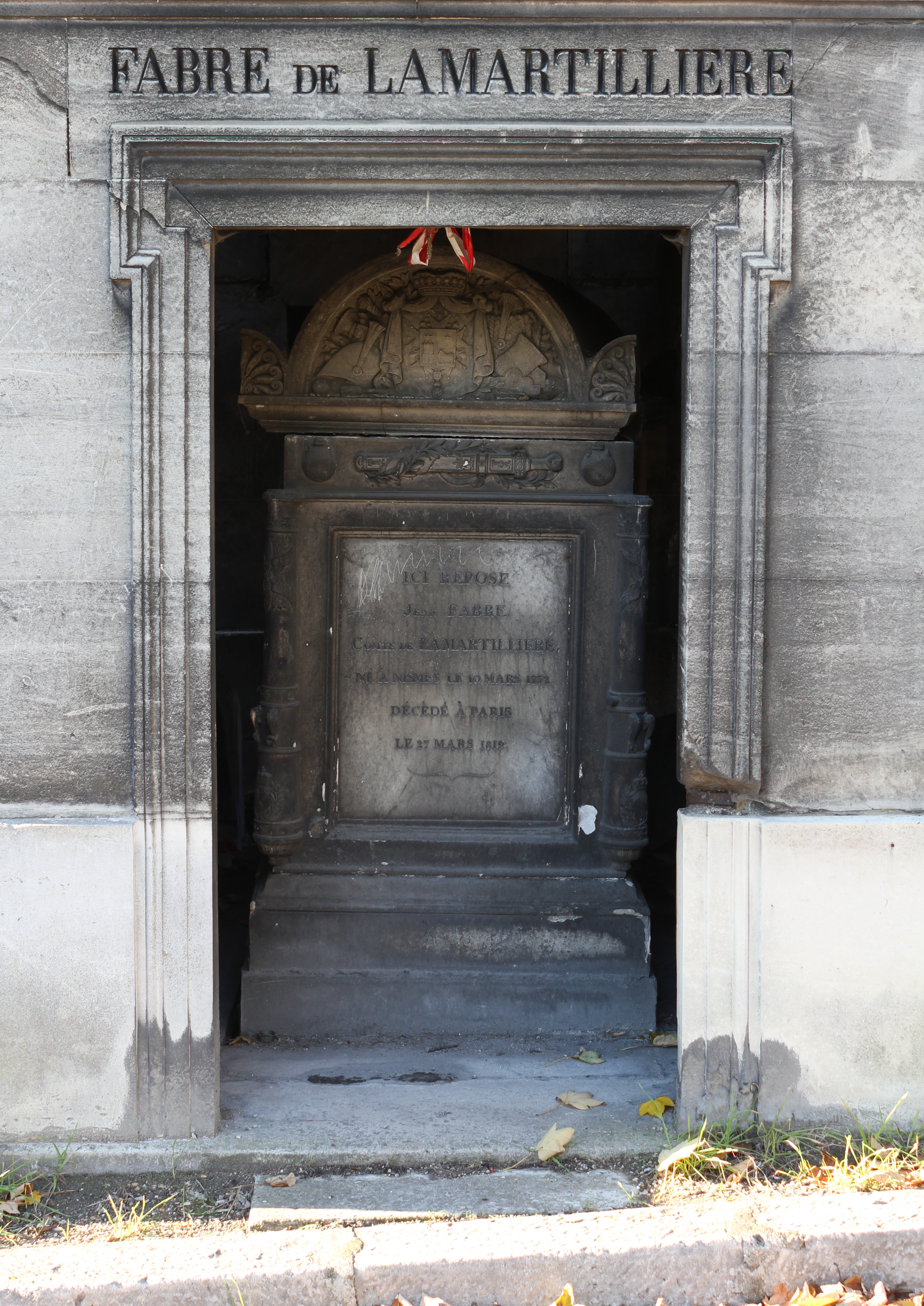
Grab von La Martillière

La Martillière starb siebzehn Tage nach seinem 87. Geburtstag am 27. März 1819 in Paris und fand seine letzte Ruhestätte auf dem Friedhof Père-Lachaise (39e Division, 1e Ligne).
Am 22. April desselben Jahres verlas General François-Marie d’Aboville im Chambre des Pairs eine Eloge auf La Martillière.

## Ehrungen
- 30. Oktober 1803 Chevalier der Ehrenlegion
- 13. Juni 1804 Grand Officier der Ehrenlegion
- Ordre royal et militaire de Saint-Louis
- 1808 Comte de l’Émpire
- Sein Name findet sich am westlichen Pfeiler (31. Spalte) des Triumphbogens am Place Charles-de-Gaulle (Paris).

## Schriften
- Recherches sur les meilleurs effets à obtenir de l’artillerie. Paris 1812 (2 Bde.).
- Réflexions sur la fabrication en général des bouches à feu. Paris 1817.